# Leighton Pierce
Pour les articles homonymes, voir Pierce.
Leighton Pierce est un cinéaste, photographe, vidéaste et enseignant américain, né à Rochester, dans l'État de New York. Il est l'auteur d'une quarantaine de films courts, vidéos ou installations. Il a également enseigné le cinéma à l'université de l'Iowa. Leighton Pierce a été lauréat de la Bourse Guggenheim en 1999[réf. souhaitée]. 

## Biographie
Après avoir étudié la céramique et la composition musicale à l'université de Syracuse, Leighton Pierce commence à tourner ses premiers films dans les années 1980. 
Les films de Leighton Pierce travaillent sur des images et des sons d'essence impressionniste, souvent ralenties dans le but de créer un effet hypnotique. Ses films font davantage appel à la sensation qu'à la fiction ou à l'abstraction théorique. Le motif de l'eau - qui s'écoule, clapote ou se gonfle -  revient beaucoup dans son œuvre et a donné son nom à l'une de ses plus célèbres séries ("Memories of Water" / "Mémoires de l'eau"). L'universitaire Jacques Aumont parle à son sujet d'un « cinéma de couleur et de matière ». Les images de Pierce se donnent ainsi comme des images mnésiques et atemporelles, d'essence mélancolique ou contemplative. Le cinéaste Jon Jost parle de lui comme d'un « miniaturiste » (ce que montre son film "Fall (Three parts)", où le cinéaste filme le monde à travers une petite boule de verre), dont le premier sujet serait l'enfance - grâce auquel il tente de recomposer le monde des sensations, avec la part de naïveté, de découverte, d'ouverture qui caractérise cet âge des "premières fois". Le cinéaste entend filmer la nature ou les éléments avec la même intensité que le regard du jeune enfant. 